# Муратова, Елена Петровна
Еле́на Петро́вна Мура́това (урождённая Довлатбе́кова; 23 февраля 1932, Тифлис, Грузинская ССР, СССР — 21 мая 2024, Москва, Россия) — советская и российская актриса театра и кино, театральный педагог. Заслуженная артистка России (2008).

## Биография
Родилась 23 февраля 1932 года в Тифлисе Грузинской ССР.
В 1957 году окончила ВГИК (руководитель курса — Юлий Райзман).
С 1958 года состояла в труппе Театра-студии киноактёра.
Играла в спектаклях:
- «Безумный день, или женитьба Фигаро», реж. Евгений Радомысленский — Марселина
- «Королевство кривых зеркал», реж. Аулов В. С. — Бабушка

С 2004 года до конца жизни преподавала в Институте современного искусства. Была профессором кафедры театрального искусства.

### Смерть
Скончалась 21 мая 2024 года на 93-м году жизни в Москве. Похоронена на Троекуровском кладбище.

### Личная жизнь
Была женой актёра Раднэра Муратова (1928—2004), в этом браке родился сын Леонид (род. 1956).

## Театр
- «Гроза» — роли Катерины и Варвары
- «День отъезда, день приезда» — роль Людмилы Ивановны
- «Поэт Марина Цветаева»
- «Здесь, на синей земле…»
- «Затонувший остров»
- «Улица Мандельштама»

## Фильмография
- 1955 — Шарф любимой — Фатимат
- 1958 — Олеко Дундич — Нина
- 1958 — По ту сторону — Лиза Воронцова
- 1960 — Рождённые жить — Люба
- 1960 — Ночь без милосердия — медсестра
- 1961 — Взрослые дети — чертёжница
- 1962 — Грешница — доярка
- 1963 — Шарф любимой — Фатимат
- 1964 — Непридуманная история — кассир
- 1964 — Гранатовый браслет — дама
- 1964 — Время жить — сообщница Симбирцева
- 1964 — Хоккеисты — женщина
- 1965 — На завтрашней улице — член бригады Прасковьи Григорьевны
- 1965 — Стряпуха — подруга
- 1965 — Совесть — секретарша
- 1965 — Чёрный бизнес — эпизод
- 1967 — Анна Каренина — дама
- 1967 — Вий — торговка
- 1967 — Николай Бауман — женщина
- 1967 — Таинственный монах — монашка
- 1968 — Зигзаг удачи — служащая
- 1969 — Адам и Хева — дагестанка
- 1969 — Золото — эпизод
- 1969 — Неподсуден — брюнетка
- 1969 — Чайковский — дама
- 1971 — Ехали в трамвае Ильф и Петров — пассажирка
- 1971 — Седьмое небо — эпизод
- 1971 — Телеграмма — ряженая
- 1973 — Возле этих окон — эпизод
- 1976 — Высокое звание — жена командира
- 1974 — Ливень
- 1975 — Дни хирурга Мишкина — врач
- 1976 — Повесть о неизвестном актёре — эпизод
- 1976 — Солнце, снова солнце — рыбачка
- 1978 — Подарок чёрного колдуна — эпизод
- 1979 — Маленькие трагедии — дама
- 1979 — Поэма о крыльях — посетительница ресторана
- 1979 — Утренний обход — врач
- 1985 — Третье поколение — эпизод
- 1986 — Время жить
- 1989 — Процесс — эпизод

Работы в телеспектаклях:
- «Девушка с большим ртом»
- «Восстановление Блендомежа»
- «Моё преступление»
- «Робеспьер»